# Rui Oliveira
Rui Filipe Alves Oliveira, més conegut com a Rui Oliveira, (Vila Nova de Gaia, Districte de Porto, 5 de setembre de 1996) és un ciclista portuguès, professional des del 2017. Actualment corre al UAE Team Emirates. S'ha especialitzat en el ciclisme en pista.
El seus germà bessó Ivo i el seu germà gran Hélder també competeixen en ciclisme.

## Palmarès en pista
- 2016
  -  Campió de Portugal en Keirin
- 2017
  -  Campió d'Europa sub-23 en Cursa per eliminació
- 2018
  -  Campió de Portugal d'americana (amb Ivo Oliveira)
- 2019
  -  Campió de Portugal d'americana (amb João Matias)
  -  Campió de Portugal d'omnium

## Palmarès en ruta
- 2018
  -  Campió de Portugal sub-23 en ruta

### Resultats a la Volta a Espanya
- 2020. 119è de la classificació general
- 2023. 148è de la classificació general

### Resultats al Giro d'Itàlia
- 2022. 141è de la classificació general